# Sebastián Pagador
Sebastián Pagador é uma província da Bolívia localizada no departamento de Oruro, sua capital é a cidade de Santiago de Huari.